# Nagy Miklós (agrármérnök)
Nagy Miklós Álneve: Balogh Miklós, betűjegyei N. M.; dr. N. M.; y-s. (Torda, 1913. május 3. – Kolozsvár, 1988. április 29.) erdélyi agrármérnök, mezőgazdasági szakíró, szerkesztő.

## Életútja
Szülővárosában román középiskolát végzett (1930), a kolozsvári Mezőgazdasági Intézetben agrármérnöki oklevelet (1935) és állattenyésztő mérnöki szakképesítést (1936) szerzett. Pályáját helyettes tanárként a csombordi Gazdasági Iskolában kezdte; tanított Székelykeresztúron és a nagyenyedi Bethlen Gábor Kollégium tanítóképzőjében.
Közben az EGE támogatásával hat hónapos tanulmányutat tehetett Dániába, Németországba és Svédországba, ahol a népfőiskolai és mezőgazdasági szaktanácsadó intézményrendszerrel, a kisegítő agrárszövetkezeti hálózattal és az akkor legkorszerűbb növénytermesztési és állattenyésztési eljárásokkal ismerkedhetett meg. Ez a tanulmányút tette lehetővé, hogy részt vegyen az 1937-es tejgazdasági világkongresszuson Berlinben.
Az EGE – 1939-től EMGE – titkára lett, az állattenyésztési ügyosztály vezetője. A Bolyai Tudományegyetem közgazdasági karán védte meg az erdélyi szarvasmarha-tenyésztésről írt doktori dolgozatát (1946). Kinevezték ugyan a kolozsvári Mezőgazdasági Intézet magyar tagozatának előadó tanárává, de EMGE-beli múltjára hivatkozva hamar megfosztották állásától. Szakközépiskolákban tanított (1949-62). A mezőgazdaság szövetkezetesítése időszakában Széken (1962-64), majd Györgyfalván (1964-69) termelőszövetkezeti agrármérnök. Felkészültségéhez méltóbb munkakörbe csak 1969-ben került: a Falvak Dolgozó Népe mezőgazdasági rovatát vezette, a Mezőgazdasági Útmutató c. mellékletet szerkesztette nyugdíjazásáig (1974).

## Szakírói munkássága
Első szakmai írása az Erdélyi Gazdában jelent meg (1937), ennek a lapnak főmunkatársa lesz (1937-48). Szakcikkeit közli a Korunk, Művelődés, Előre, Igazság is. Pályájának kilencéves EMGE-korszaka tette nevét Erdély-szerte ismertté, amikor is a téli tanfolyamok szervezésével, a mezőgazdasági szakírás művelésével és különböző gazdasági akciók lebonyolításával fejtett ki közhasznú tevékenységet. A rétek és legelők gondozása, szakaszos kihasználása, a célszerű takarmánytermesztés, konzerválás, tárolás, új takarmánynövények termesztése, a silókukorica bevezetése, silóépítések lebonyolítása, az állványos szénaszárítás, legelő-mintagazdaságok létrehozása, új típusú gazdasági épületek tervrajzainak elkészítése, magas hozamú tenyészállatok beszerzése és terjesztése, kiosztása, tenyésztő társulások létrehozása, a szakszerű tenyészállat-kiválogatás és törzskönyvezés bevezetése tartozott hatáskörébe. Szóban és írásban egyaránt vallotta, hogy a haladás záloga a túllátás a falun és a megyén, a párbeszéd a más körülmények közt, más szemlélettel, más felfogásban dolgozókkal, a nagyvilággal.
Több mint fél századot átfogó szakírói pályájának eredménye 15 önálló és társszerzőkkel írt kötet, harminc-valahány szakkönyv fordítása és félezret jóval meghaladó tanulmány, szakcikk és tudománynépszerűsítő írás. Az EMGE centenáriumára megjelent Erdély mezőgazdasága c. tanulmánykötetben (1944) ő írja a szarvasmarha- és bivalytenyésztésről szóló fejezetet. A Bolyai Tudományegyetem Társadalomtudományi Intézete kiadásában megjelent gyűjteményes kötetben elsőnek dolgozta fel az 1945-ös román agrárreform erdélyi vonatkozásait (1946). A Józsa Béla Athenaeum Hasznos Könyvtár-sorozata az ő baromfi-tenyésztési kézikönyvével indult (1947). A Pap Istvánnal közösen írt, több kiadást megért művei, A háziállatok takarmányozása (1956) és Bivalytenyésztés (1957) ma is alapvető forrásmunkák.
Életpályájának csúcsteljesítménye a világ mezőgazdaságára kitekintő könyvtípus megteremtése. Ki nem térve a mindennapos erdélyi valóság kérdései elől, azokat olyan korszakban helyezi világ-összefüggésekbe, amikor az ország mezőgazdasági politikájában éppen a világgazdaságban zajló folyamatok tudomásulvétele hiányzott. Bár sokáig nem járhatott külföldre, s nem dolgozhatott a tudományos ismeretszerzést elősegítő munkaközösségben, a Pillantás a világ mezőgazdaságára (1975) és az Állattenyésztés a nagyvilágban (1978) mégis a tudományos igényességnek eleget tevő sikerkönyv lett. Nyugalomba vonulása után is a Romániai Magyar Irodalmi Lexikon és a Kriterion Kiskalauz-sorozatának egyik szerkesztője. Az erdélyi mezőgazdálkodás történetének megírását tervezte, s megkezdett egy Mezőgazdasági Lexikont is, amelynek folytatása a következő nemzedékre maradt.
Mint szakfordító 22 román állattenyésztési, állat-egészségügyi, takarmány-előkészítő, tejtermelő, a mesterséges beondózásról szóló, zöldség- és gyümölcstermesztő, gyógynövény-ismertető szakmunkát ültetett át magyar nyelvre.

## Munkáiból
- Baromfitenyésztés a kisgazdaságban (Kolozsvár, 1947)
- Az édescirok termesztése és feldolgozása (Kolozsvár, 1948)
- Állattenyésztésünk átalakítása (1949)
- A tejtermelés fokozása helyes fejéssel (névtelenül, 1952)
- A háziállatok takarmányozása (társszerző Pap István, 1956. Átdolgozva 2. kiadás, 1961)
- Tej és tejtermékek feldolgozása, vegytana és egyszerűbb vizsgálatai (társszerző Rajhona János, 1956)
- Bivalytenyésztés (társszerző Pap István, 1957)
- Silónövények termesztése, silózás (névtelenül, társszerzőkkel, 1959)
- A tej kezelése a kollektív gazdaságokban (1963)
- Dombvidéki termelőszövetkezetek üzemági egyensúlya (1970)
- Pillantás a világ mezőgazdaságára (1975)
- Állattenyésztés a nagyvilágban (1978)
- Háziállataink egészségvédelme (Nagy Bélával és Szabó Ferenccel, 1981)